# Ludwig Forrer
Ludwig Forrer (Islikon, 9 februari 1845 - Bern, 28 september 1921) was een Zwitsers politicus.
Ludwig Forrer bezocht de kantonsschool te Frauenfeld en studeerde daarna rechten in Zürich. In 1870 werd hij landsadvocaat en van 1873 tot 1900 had hij een eigen advocatenkantoor. Forrer was van 1870 tot 1900 lid van de Kantonsraad van Zürich. Hij vertegenwoordigde de democraten. Hij was in 1875, 1879, 1884 en in 1898/1899 voorzitter van de Kantonsraad. Tussen 1875 en 1900 was hij eveneens lid van het federaal parlement, de Nationale Raad. Hier vertegenwoordigde hij de Vrijzinnige-Democratische Partij (FDP). Als parlementslid dwong hij via een motie de standaardisering van het Zwitserse strafrecht af.
In de jaren 90 van de negentiende eeuw diende hij succesvol meerdere wetsvoorstellen in voor basisverzekeringen (ziekenfonds en ongevallen verzekering). In 1894 ontving hij hiervoor een eredoctoraat aan de Universiteit Zürich. In 1900 stapte hij uit de politiek en werd hij directeur van het centrale kantoor van de internationale spoorwegmaatschappij in Bern. 
Op 11 december 1902 werd Ludwig Forrer als opvolger van Walter Hauser in de Bondsraad gekozen. Hij bleef in de Bondsraad tot 31 december 1917, nadat hij reeds op 11 december zijn aftreden had bekendgemaakt. Hij beheerde als lid van de Bondsraad het Departement van Handel, Industrie en Landbouw (1903), het Departement van Binnenlandse Zaken (1904-1905), het Departement van Politieke Zaken (1906, 1912), het Departement van Militaire Zaken (1907), het Departement van Posterijen en Spoorwegen (1908, 1909-1911, 1913-1917) en het Departement van Justitie en Politie (1908). 
Forrer tekende in 1909 als minister van Spoorwegen een nieuwe Gotthardconventie. 
Ludwig Forrer was in 1905 en in 1911 vicepresident en in 1906 en in 1912 bondspresident. In die laatste functie ontving hij in 1906 de Italiaanse koning Victor Emanuel III en in 1912 de Duitse keizer Wilhelm II. Beide vorsten waren toen voor staatsbezoeken in Zwitserland.